# Juego de palabras
Se entiende por juego de palabras a los pasatiempos que utilizan palabras y/o letras de una manera tal que producen cierto efecto y muchas veces también educativo, ya que supuestamente favorecen el desarrollo de la creatividad y de habilidades del lenguaje, como la redacción y la ortografía, al mismo tiempo que permite que el jugador se vaya familiarizando con un vocabulario cada vez más amplio.
La mayoría de los juegos de palabras requieren agudeza de pensamiento y es por esto que se cree que el desarrollar este tipo de actividades ayuda a mantener una mente más activa, ya que con el juego, se van perfeccionando cada vez más estas cualidades.

## Ejemplos

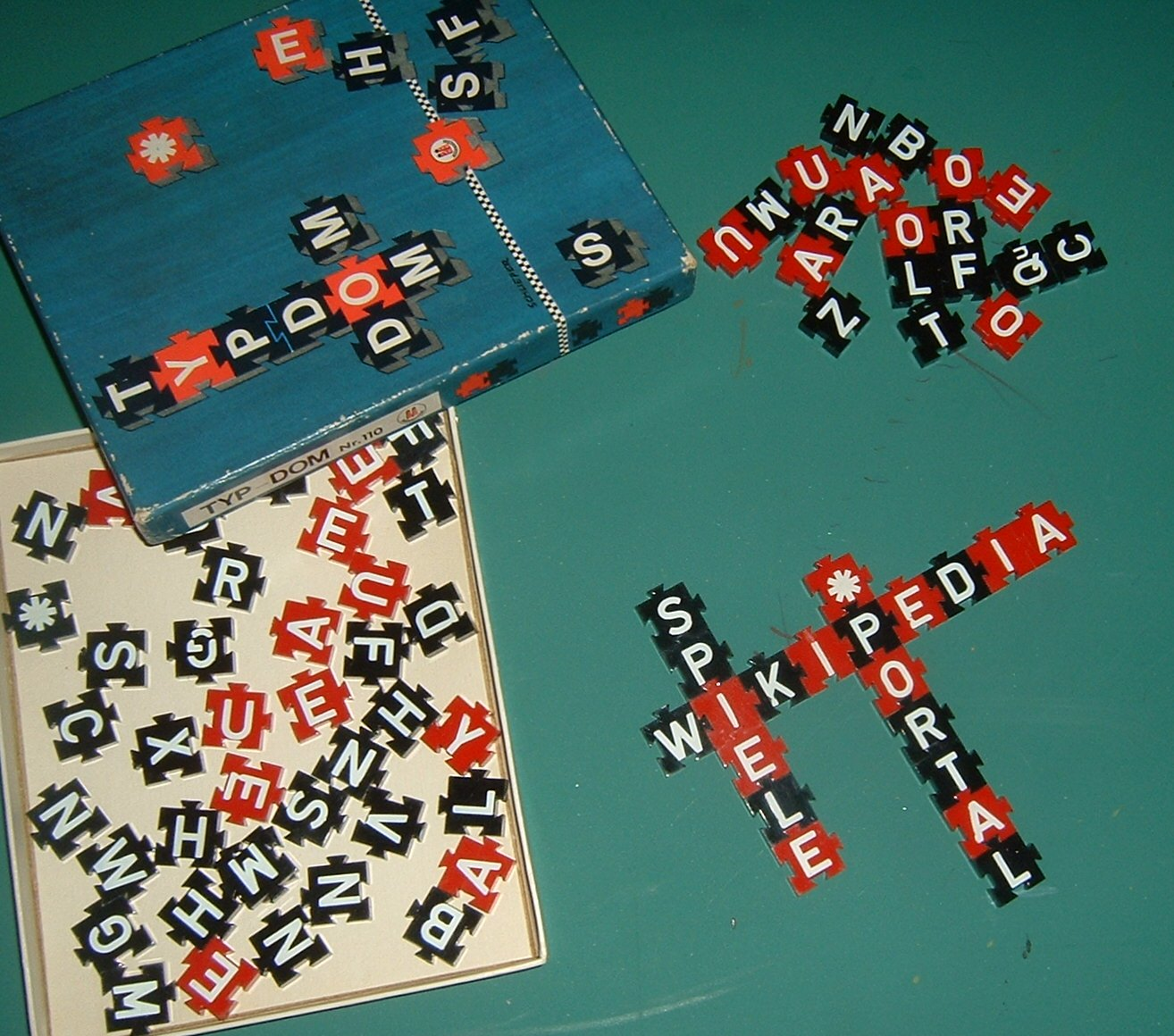
Typdom, un juego de letras de 1930.

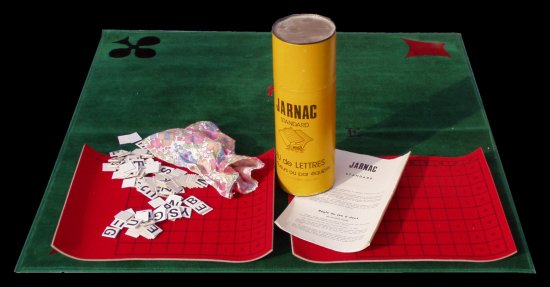
Jarnac, juego de Émile Lombard.

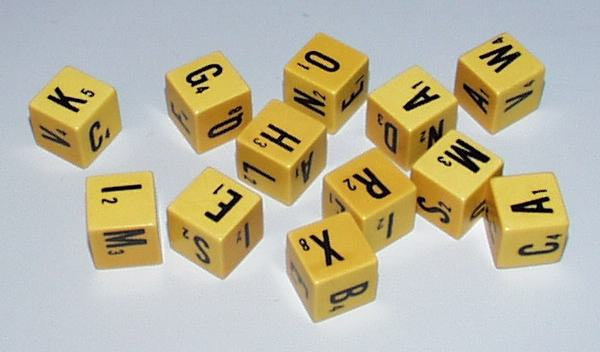
Dados de letras.

Algunos juegos de palabras son:
- Anagrama
- Colgado o ahorcado
- Crucigrama
- Dilema
- Paradoja
- Palabras cruzadas
- Sopa de letras
- Scrabble
- Trabalenguas

## Juegos de palabras en literatura
A menudo los textos literarios hacen gala de calambures o juegos de palabras donde tienen mucho significado los ritmos, los sonidos y las semejanzas con otras expresiones; y estos juegos de palabras, a menudo, son intraducibles.

## Juegos de palabras en el humor

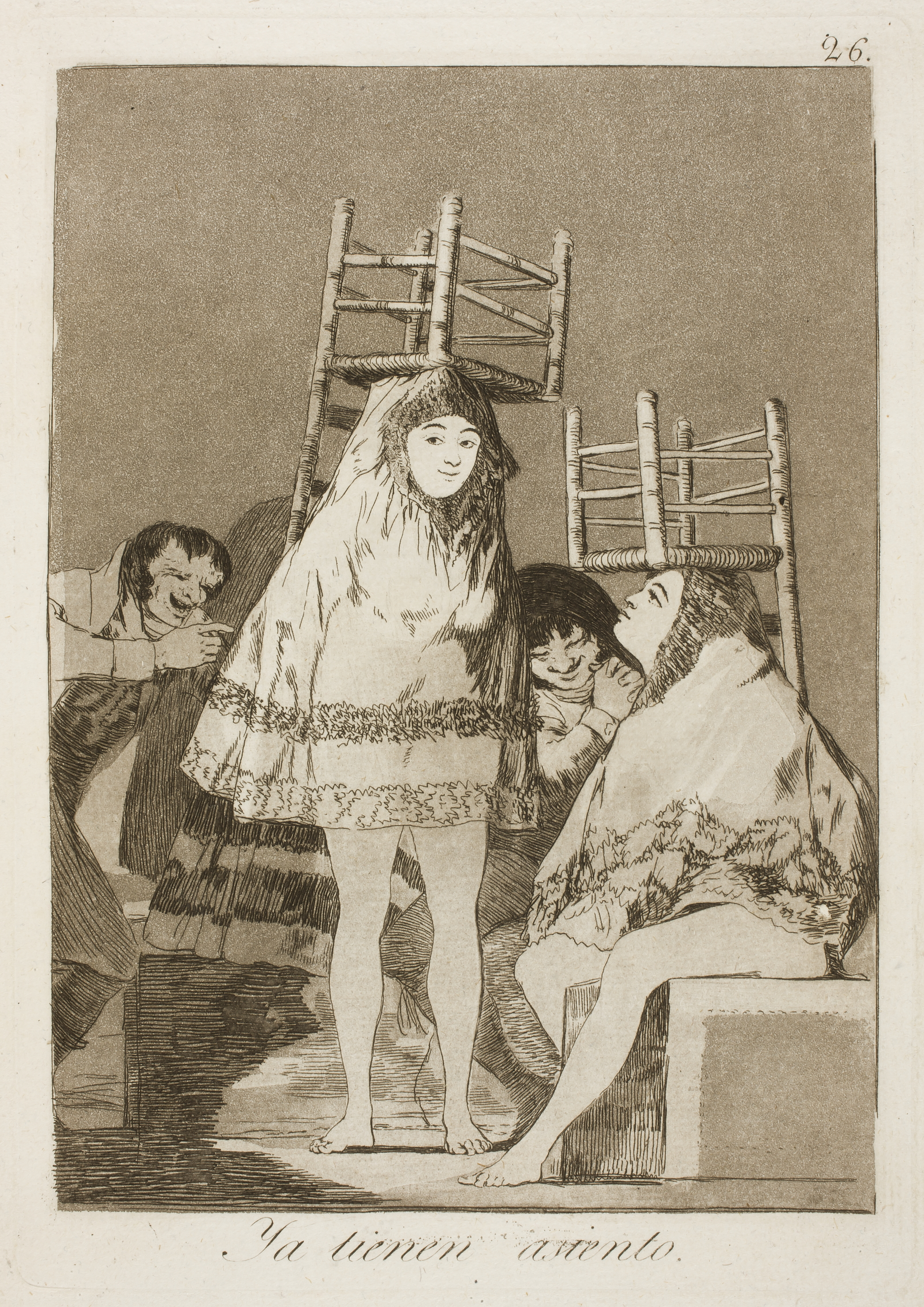
Unos chicos "sentando la cabeza"

También en el humor se utiliza este recurso, aprovechando el doble sentido de muchas palabras y de muchas expresiones, para así transmitir varios mensajes a la vez y crear cierto efecto cómico, pudiendo tener un doble sentido que sea jocoso.

## Diferencias entre "Juego de palabras" y "Juego de letras"
Las diferencias entre ambos conceptos no siempre son claras, pues dependen mucho de los usos y costumbres.
En líneas generales, se reserva el término "juego de letras" a aquellos juegos cuyo objetivo es la formación de palabras simples o compuestas, mientras que "juego de palabras" suele referirse a juegos que involucran frases completas con doble sentido o posible doble interpretación, o con alguna otra particularidad tal como por ejemplo la homografía y la homofonía. También puede entenderse que "juego de palabras" engloba todos los juegos de letras así como aquellos que usan o manipulan frases completas.